# Konwój PQ-18
PQ-18 – konwój arktyczny z okresu II wojny światowej transportujący zaopatrzenie wojenne dla ZSRR z Wielkiej Brytanii. W obronie konwoju siły eskorty stoczyły walkę z niemieckim lotnictwem oraz U-Bootami.

## Tło
Po ciężkich stratach poniesionych przez poprzedni konwój arktyczny PQ-17 na przełomie czerwca i lipca 1942 roku admiralicja brytyjska zadecydowała o wstrzymaniu następnego konwoju do września. Duży wpływ na podjęcie takiej decyzji miało skierowanie dużej liczby okrętów Royal Navy na Morze Śródziemne w celu wsparcia eskorty konwoju maltańskiego (Operacja Pedestal). Jednocześnie by zapobiec ryzyku, na jakie narażone były statki handlowe, konwój otrzymał eskortę silniejszą niż jakikolwiek jego poprzednik na tej trasie.

## Konwój i jego eskorta
W skład konwoju wchodziło 39 transportowców, 2 zbiornikowce oraz statek ratowniczy. Komodorem konwoju był E.K. Boddam Whethem. Eskortę konwoju stanowiło osiem zespołów okrętów, w skład których wchodziło łącznie 65 jednostek. Bezpośrednią eskortą konwoju, w skład której wchodził między innymi lotniskowiec eskortowy HMS „Avenger”, dowodził kontradmirał Robert Burnett. Krążowniki: HMS „Norfolk”, HMS „Suffolk” i HMS „London” pod dowództwem wiceadmirała Stuarta Bonhama Cartera. Grupę osłony operacyjnej stanowiły pancerniki HMS „Anson” i HMS „Duke of York”, jeden lekki krążownik i pięć niszczycieli pod dowództwem wiceadmirała Bruce'a Frasera.

## Przebieg operacji

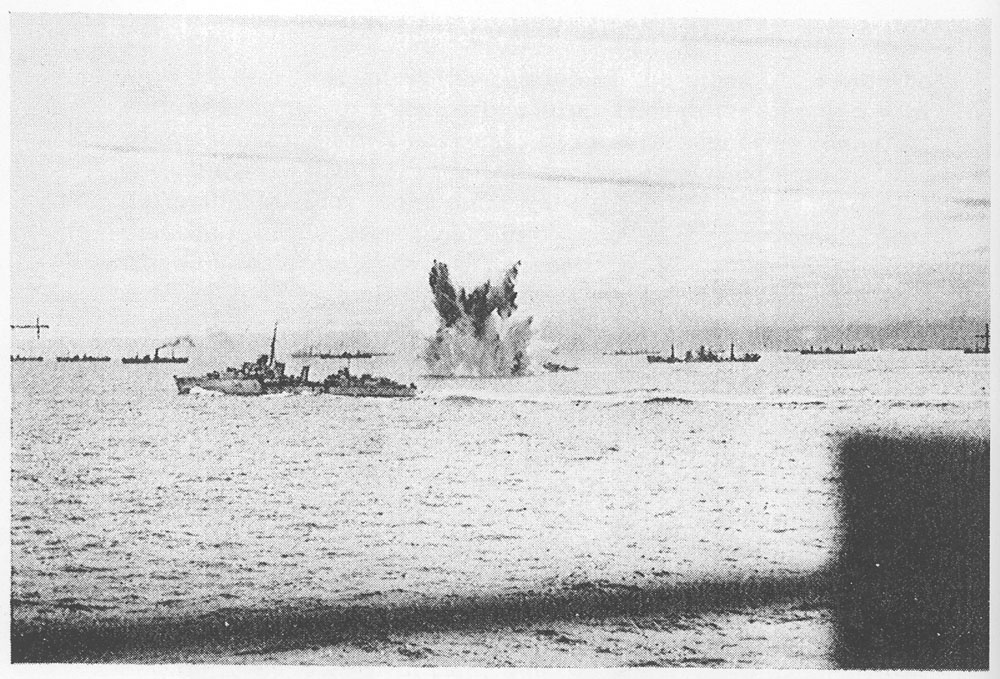
Konwój PQ-18 podczas ataku

Konwój rozpoczął swój rejs 2 września, sześć dni później został on wykryty przez niemieckie samoloty rozpoznawcze. 12 września doszło do pierwszego starcia z okrętami Kriegsmarine: niszczyciel HMS Faulknor (1934) zatopił płynącego przed konwojem U-Boota U-88.
Następnego dnia w wyniku ataków dwóch okrętów podwodnych (U-405 i U-589) zatopione zostały dwa statki. Popołudniowy atak Luftwaffe spowodował stratę ośmiu statków konwoju, podczas gdy Niemcy utracili jedynie 5 samolotów. Przyczyną wysokich strat była nieobecność osłony lotniczej myśliwców pokładowych lotniskowca HMS "Avenger", zajętych pogonią za samolotami rozpoznawczymi. Dopiero zmiana taktyki i pozostawienie samolotów w rezerwie do walki z bombowcami, pomogło odeprzeć kolejny w tym dniu atak lotniczy bez strat własnych. 
14 września konwój utracił dwa statki: jeden zatopiony przez U-Boota, jeden przez samoloty. Po stronie niemieckiej straty objęły jeden okręt podwodny (U-589) i 25 samolotów.
15 września, pomimo licznych ataków, eskorta zapobiegła kolejnym zatopieniom.
16 września został zatopiony przez niszczyciele eskorty trzeci U-Boot - U-457. Tego samego dnia siły kontradmirała Burnetta opuściły konwój, pozostawiając przy nim jedynie bezpośrednią eskortę oraz 5 radzieckich niszczycieli.
17 września konwój poniósł ostatnią stratę - jeden ze statków został zatopiony przez samoloty niemieckie. Niemiecki atak na statki zacumowane w Murmańsku nie wyrządził strat.

## Podsumowanie
Za cenę 40 samolotów i trzech okrętów podwodnych Niemcy zatopili 13 statków. Dostarczone do ZSRR zaopatrzenie  zostało uznane przez Józefa Stalina za znaczną pomoc dla wysiłku wojennego Sowietów.